# Pericolosamente vicini
Pericolosamente vicini è un film del 1985 diretto da Albert Pyun. 

## Trama
In una scuola d'élite, un gruppo di studenti che si fanno chiamare Le Sentinelle inizia a terrorizzare i propri compagni di classe socialmente indesiderabili. Quando uno dei loro obiettivi viene brutalmente assassinato, un redattore del giornale del liceo si mette ad indagare.

## Distribuzione
Il film è stato distribuito nei cinema statunitensi il 9 maggio 1986.

## Accoglienza

### Incassi
Girato con un budget di 1,5 milioni di dollari, il film ne ha incassati al botteghino 2.026.765.

### Critica
Sul sito Rotten Tomatoes il film ha un indice di gradimento del 10% basato sulle recensioni di 10 critici.